# 媯覽
媯覽（2世纪—204年），东汉末年人物。
媯覽被盛憲推举为孝廉，盛憲被孙权所殺，媯覽和同僚戴員逃亡山中。后来媯覽、戴員被孫權三弟孫翊重用聘为属下，媯覽担任大都督督兵。但孫翊粗暴，很多手下人都恨他。边鸿、媯覽、戴員结交，三人计划暗殺孫翊。杀害孫翊後，媯覽、戴員把責任推给直接下手人边鸿，边鸿被殺。掩盖二人共謀之事，以图杀人灭口。孫河斥責二人不能尽责致使孫翊遇难，媯覽、戴員怕他再追究，于是殺害孫河，联络劉馥意图投靠曹操。
之後媯覽入居军府中，收了孙翊的嫔妾及左右侍御，並佔據孫翊遺孀徐氏，當時徐氏希望晦日祭拜亡夫孫翊再侍奉自己，媯覽答應了。晦日當天見到徐氏祭拜完孫翊後一臉笑容，並與她談笑風生，也為徐氏邀請到其房內，之後派人看到徐氏在房內依舊談笑自若，媯覽隨著去拜見徐氏，一拜後突然聽到徐氏高喊「二君可起！」，自身和在外的同僚戴員也被徐氏先前密謀的亡夫舊臣徐元、孫高和傅嬰等人誅殺，首級也成為徐氏對孫翊的祭品，餘黨和宗族盡被孫權滅絕。